# Pogłos
Pogłos је други студијски албум пољске певачице Наталије Шредер. Издање је објављено 5. новембра 2021. од стране музичке куће Warner Music Poland. Албум је дебитовао на 10. пољској листи продаје - OLiS. Албум је постигао златни статус за продају преко 15.000 примерака.
Најпознатије песме са овог албума су Powinnam?, Para и Przypływy. Уз ремикс Powinnam? (Flirtini Remix - Clouds Fest) који је издат 8. октобра 2021. године, то су четири сингла која су издата а налазе се у овом албуму.

## Пријем
| Земља  | Листа         | Највиша позиција |
| ------ | ------------- | ---------------- |
| Пољска | OLiS – albumy | 10               |

| Држава | Награда      | Број проданих албума |
| ------ | ------------ | -------------------- |
| Пољска | Златна плоча | 15 000+              |

## Песме
На албуму се налазе следеће песме, припремљено на основу изворног материјала: